# Corneel Seys
Cornelius Seys (ur. 12 lutego 1912 w Antwerpii – zm. 10 stycznia 1944 tamże) – belgijski piłkarz grający na pozycji obrońcy. W swojej karierze rozegrał 2 mecze w reprezentacji Belgii.

## Kariera klubowa
Przez całą swoją karierę piłkarską Seys grał w klubie Beerschot Antwerpia. Zadebiutował w nim w 1930 roku. W sezonach 1937/1938 i 1938/1939 wywalczył z nim dwa mistrzostwa Belgii. W 1943 roku zakończył w Beerschocie swoją karierę.

## Kariera reprezentacyjna
W reprezentacji Belgii Seys zadebiutował 13 marca 1938 roku w wygranym 3:2 meczu eliminacji do MŚ 1938 z Luksemburgiem, rozegranym w Luksemburgu. W 1938 roku został powołany do kadry na mistrzostwa świata we Francji. Na nich rozegrał jeden mecz, z Francją (1:3). Był to także jego drugi i ostatni mecz w kadrze narodowej.